# Verbascum phalereum
Verbascum phalereum är en flenörtsväxtart som beskrevs av Heinrich Carl Haussknecht. Verbascum phalereum ingår i släktet kungsljus, och familjen flenörtsväxter. Inga underarter finns listade i Catalogue of Life.